# Würflach
Würflach község Alsó-Ausztriában, a Neunkircheni járásban, a Hohe Wand masszívum déli előterében, a Steinfeld síkságot északkeleten határoló dombháton, a járás székhelyétől, Neunkirchentől 7 km-re, Bécsújhelytől 16, Bécstől 70, Soprontól 58 km-re. Lakosainak száma 1585 (2019. január 1-i állapot). Fő bevételi forrása az idegenforgalom.

## Fekvése

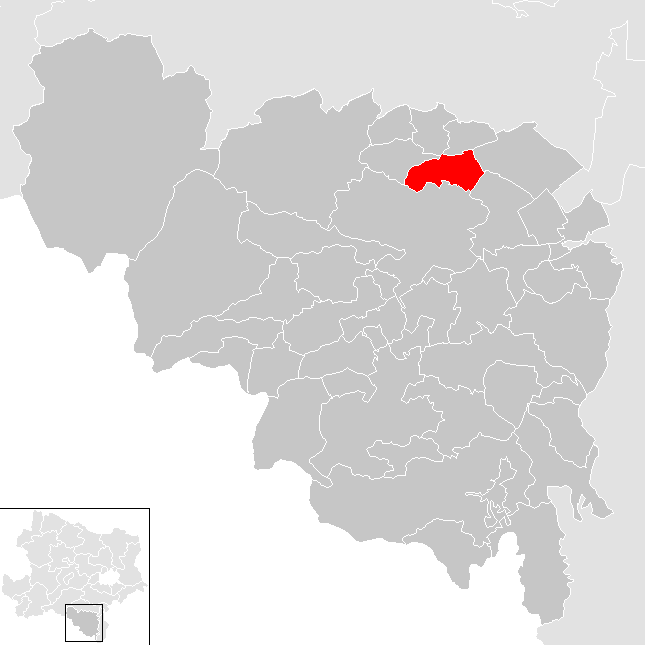
Würflach a Neunkircheni járásban

Würflach község Alsó-Ausztria délkeleti szektorában fekszik, amelyet Industrieviertelnek (kb. „Iparvidéknek”) is neveznek, az északkeleti Weinviertel („Borvidék”), az északnyugati Waldviertel („Erdővidék”) és a délnyugati Mostviertel („Mustvidék”) vidék mintájára. Maga a település a Hohe Wand hegycsoport déli előterében fekszik, a Neue Welt nevű síkságot délről lezáró dombok tetején.
A Würlachból észak felé kivezető lejtős országút Willendorf községben csatlakozik a B-26 sz. szövetségi főútba, a Puchberger Bundesstrasséba, amely Bécsújhelyről vezet Puchberg am Schneebergbe, onnan nagy kanyarral délnek fordul, és Neunkirchen kerületi székhelyre vezet.
Würflachtól délnek az ugyancsak lejtős L-4113 sz. tartományi főút, a Raglitzi út (Raglitzer strasse) vezet Neunkirchenbe, keresztezve a kelet-nyugati irányban nyitott Steinfeld síkság nyugati végét, majd a Bécsújhelyből Neunkirchenen át a Semmering-hágóra vezető vasútvonalat (az osztrák Déli Vasutat, a Südbahnt), végül a B-17 sz. szövetségi főútvonalat, amely ezzel a vasútvonallal nagyjából párhuzamosan halad.
Nyugat-északnyugat felől, a Grünbachi-katlanon (Grünbacher Mulde) keresztülfolyó Szent János-patak (Johannesbach), Grünbach am Schneeberget, Rosentalt és Greith-et elhagyva bevágja magát a Würflach alatti dombok közé, és egy látványos szurdokvölgyön, a Johannesbachklamm-on keresztül Würflach északi határában bukkan elő. A szurdok kedvelt turistaútvonal.
A falu területe 12,32 km2, ennek 57,42%-a erdővel borított terület. Würflach társult községei Hettmannsdorf és Wolfsohl (Katastralgemeinden). A Würflachot közrefogó szomszéd községek: északon Willendorf, keleten Gerasdorf, délen Mollram (Neunkirchen része) és Sankt Lorenzen, nyugat felől, a Johannesbachklammot délről határoló Saubersdorfer Wald (hegy), mögötte a Grünbachi-katlan, Rosental, Schrattenbach és Greith községek.

## Története
A korai középkorban a bajorországi Vornbach (Fornbach) kolostorból benedek-rendi szerzetesek költöztek a környékre. Ők építették az első kápolnát, és alapították a falut (és több más környékbeli községet is). Würflach neve a régi „Wirbilach” szóból származik, amely „örvénylő hegyi vízfolyást” jelent, és a János-patak szurdokára, a Johannesbachklamm-ra utal. A falu nevét először egy 1094-es adománylevélben említik ebben a régi formájában.

## Politika
Würflach polgármestere (a 2010-es választás óta) Hans Schauer (ÖVP). A település képviselő testülete (Gemeinderat) 19 tagból áll, ebből az ÖVP 13, az SPÖ 6 helyet birtokol. (Az ezt megelőző, 2005-ös választáson az ÖVP 12, az SPÖ 7 mandátumot szerzett.)

## Lakosság
A würflachi önkormányzat területén 2019 januárjában 1585 fő élt. A lakosságszám 1869 óta gyarapodó tendenciát mutat. 2017-ben a helybeliek 97,1%-a volt osztrák állampolgár; a külföldiek közül 1,3% a régi (2004 előtti), 1,4% az új EU-tagállamokból érkezett. 2001-ben a lakosok 83,7%-a római katolikusnak, 2,4% evangélikusnak, 12,1% pedig felekezeten kívülinek vallotta magát. Ugyanekkor 2 magyar élt a községben.
A népesség változása:

| 2016 | 1 583 |
| 2018 | 1 592 |

## Látnivalók

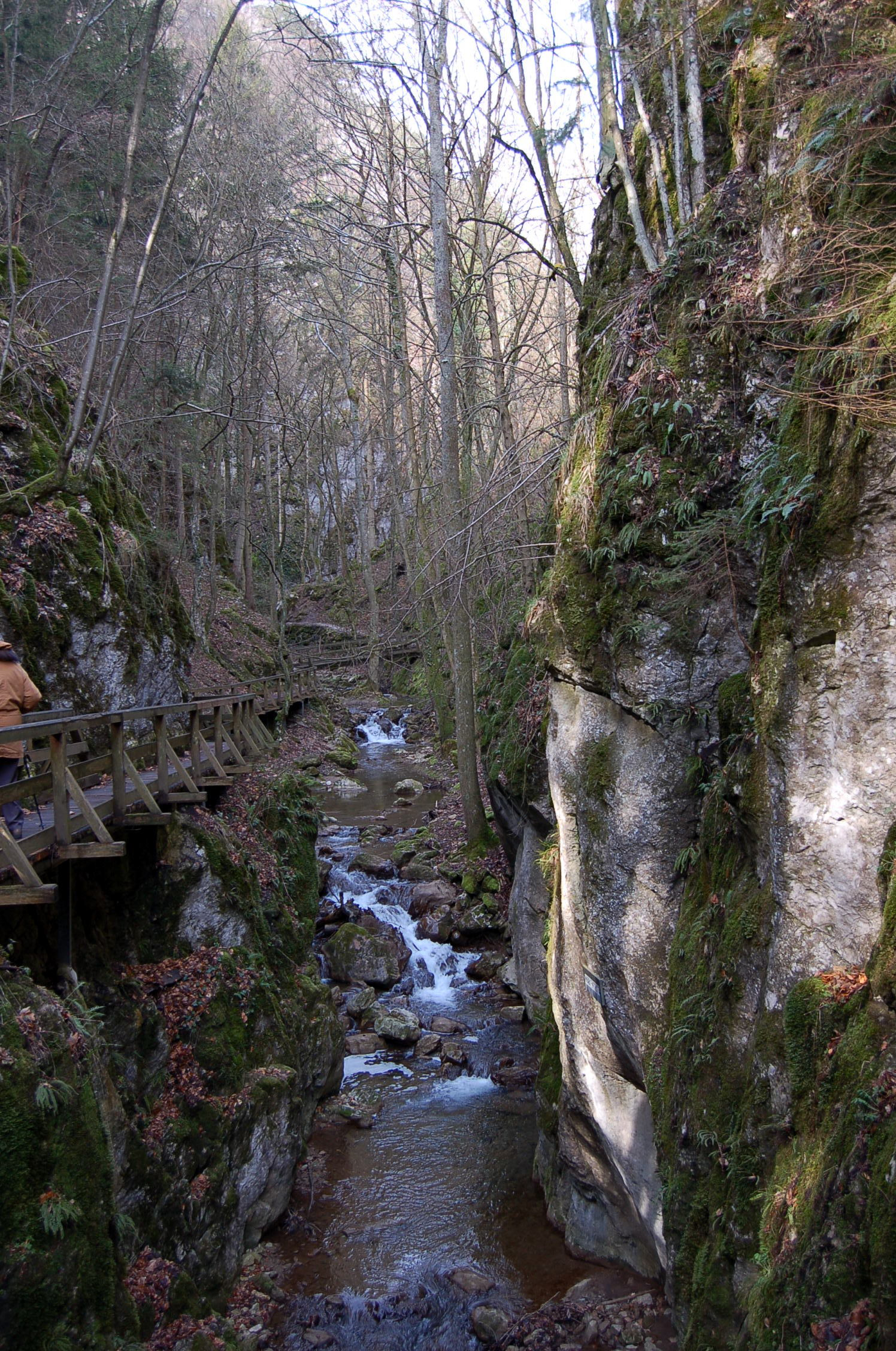
Johannesbachklamm (szurdok).

- A würflachi plébániatemplom a 13. század elején épült, kialakítása erődtemplom jellegű. Ebből az időből fennmaradt részletei: egy Megváltó Krisztus szoborfej és egy napkorong-ábrázolás. A késő gótikus átépítésből számos falrész fennmaradt, annak ellenére, hogy 1683-ban, Bécs második török ostroma idején a török portyázók lerombolták a templomot. A Habsburg–török háborúk elmúltával ismét felépítették, ezúttal barokkos stílusjegyekkel. Tornyát megmagasították, tetejére hegyes toronysisak (Dachreiter) került. A templomkertben sok igen régi síremlék található.
- A plébániatemplom mellett álló úgynevezett „kistemplom” a 15. század óta nem használták, állaga erősen leromlott. 1885-ben felújították, és Jézus Szíve-kápolnaként felszentelték. Ma Alsó-Ausztria egyik legszebb gótikus egyházi műemléke.
- A Grünbachi-katlanban eredő Szent János-patak szurdokvölgyét (Johannesbachklamm) 1902-ben a turisták számára biztonságosan bejárhatóvá építették ki, korlátokkal, hidakkal, járdákkal. A környékbeliek és a túrázók kedvelt célpontja. A Klamm körül további hat, jól karbantartott erdei sétaút és jelzett túraösvény is található. A szurdok és közvetlen környéke tájvédelmi terület „(Landschaftsschutzgebiet Johannesbachklamm”). A szurdok nyugati kijáratánál, Greith falu határában áll a Klammklubhaus turistaház.
- Würflachban egy nagy nyári szabadtéri teraszos strandfürdő (Terrassenbad) található, szaunával. Bécs viszonylagos közelsége révén (70 km) sok nyaraló jár ide a fővárosból is.
- A karácsonyi készülődés würflachi sajátossága, hogy az Ausztriában jól ismert karácsonyi vásár (Adventmarkt, Christkindlmarkt) itteni helyszíne a Johannesbachklamm szurdokvölgy würflachi kijárata, romantikus természeti környezetben, a téli erdő szélén.[5]

## Külső hivatkozások
- Würflach hivatalos honlapja.
- Klammklubhaus: a Johannesbachklamm szurdokvölgy nyugati (felső) végénél lévő turistaház honlapja.
- A Johannesbachklamm szurdokvölgy prospektusa (PDF).
- Magyar turista beszámolója a Johannesbachklamm szurdokvölgyről. Archiválva 2010. november 23-i dátummal a Wayback Machine-ben
- Túraútvonal Johannesbachklamm–Würflach–Greith–Rosental (wandermap.net)[halott link]
- Würlach oldala az Österreich Reiseinfo honlapon.
- Würflach a Geomix honlapon. Archiválva 2016. március 5-i dátummal a Wayback Machine-ben
- Neunkirchen oldala az Alsó-Ausztriai Tartományi Múzeum (NÖ Landesmuseum) honlapján.